# La visita (cortometraje)
La visita es un cortometraje argentino dirigido por David Amitin según su propio guion que se estrenó el 13 de enero de 1971 y que tuvo como protagonista a Lito Cruz.
Este cortometraje integró junto con Los buenos sentimientos de Bernardo Borenholtz, El diablo sin dama de Eduardo Calcagno, Vida, pasión y muerte de un realizador iracundo y de Rodolfo Corral, el largometraje Cuatrónicas.

## Sinopsis
La relación entre el personaje y la cámara que lo filma.

## Reparto
Participó como intérprete:
- Lito Cruz

## Comentarios
Sobre el filme Cuatrónicas se hicieron estos comentarios: 
Confirmado escribió:

”Vale la pena una visión de Cuatrónicas, muestrario de lo mucho que podría hacer el cine argentino con imaginación y talento.”

La Nación opinó:

”Los cuatro cortos figuran entre los mejores que se han realizado en el país en los últimos dos años. Han obtenido tanto aquí como en el extranjero, varias distinciones. Estas crónicas calificadas de “argentinas” no lo son en absoluto…Tratan ideas o constituyen una reflexión filosófica sobre el hombre actual…El enlace (de los cuatro cortos) está hecho con soltura y el espectáculo adquiere con ello una plausible coherencia”

La revista Primera Plana dijo:

”Cuatro cortometrajes (“crónicas”) conceptualmente desvinculados, de estilo dispar, y ensambladas funcionalmente mediante un presentador impostado en clave humorística conforman este centón cinematográfico.”

Manrupe y Portela escriben:

”La crítica social, la poesía y el humor en un film que tuvo la iniciativa de reunir cuatro cortometrajistas ante la imposibilidad de que cada uno estrenara por caminos separados..”